# Giacomo Balla
Giacomo Balla (Turijn, 18 juli 1871 – Rome, 1 maart 1958) was een Italiaans kunstschilder. Hij is vooral bekend als leidend futurist, die in zijn werken de beweging wilde laten uitkomen.                                         

## Biografie
Balla werd geboren te Turijn. In 1891 studeerde hij hier kort aan de Accademia Albertina di Belle Arti en het Liceo Artistico. In 1895 verhuisde hij naar Rome, waar hij diverse jaren werkte als illustrator, en portretschilder. 
In 1900 bracht Balla een bezoek van zeven maanden aan Parijs als assistent van de illustrator Serafino Macchiati. In Parijs maakte hij kennis met het impressionisme en het pointillisme. 
Terug in Rome ontmoette hij Gino Severini en Umberto Boccioni en kwam hij in aanraking met het futurisme. Marinetti leerde Balla in 1909 de futuristische ideeën. In hetzelfde jaar nam hij deel aan de Salon d'Automne. In 1910 ondertekende Balla samen met Boccioni, Carlo Carrà, Luigi Russolo en Severini het futuristisch schildersmanifest.
In 1912 legde Balla in zijn schilderij Hond aan de lijn een beweging vast, gebaseerd op fotografische bewegingsstudies. Hij bezocht Londen en Düsseldorf en nam deel aan de tentoonstelling van de 'Rotterdamsche Kunstkring'. Tussen 1913 en 1916 schilderde hij een serie die in de richting van abstracte schilderijen ging. 
Na 1933 schilderde Balla hoofdzakelijk naturalistisch.
Balla overleed in Rome.

## Lijst van werken
- Hond aan de lijn (Dinamismo di un cane al guinzaglio, 1912, Albright-Knox Art Gallery, Buffalo).
- Meisje dat over een balkon loopt (Ragazza che corre sul balcone, 1912, Galleria d'Arte Moderna, Milaan, Italië).
- Snelheid van de auto (Velocità d'automobile, 1913, Museum of Modern Art, New York)
- Abstracte snelheid - de auto is voorbij (Velocità Astratta - l'Auto è passata, 1913, doek, 50 x 65,3 cm, Tate Gallery, Londen)
- Geluid van een motorfiets (Forme rumore di motocicletta, 1914, doek, 73 x 101 cm, Kröller-Müller Museum)
- Vlucht van zwaluwen (Volo di rondini, 1913, tempera op karton, 16 x 23,5 cm, Kröller-Müller Museum

## Musea
De werken van Giacomo Balla zijn in diverse musea te zien, onder andere in:
- Galleria d'Arte Moderna in Milaan
- Museum of Modern Art, New York
- Kröller-Müller Museum, Otterlo

## Casa Balla
Ter gelegenheid van de 150e geboortedag van Balla organiseerde het museum MAXXI in 2021 een openstelling van het appartement van de schilder aan de Via Oslava in Rome. De belangstelling was zo groot, dat de openstelling steeds werd verlengd en besloten werd, de woning aan te kopen en permanent open te stellen.
Ook de dochters van Balla, Luce en Elica, waren schilders.